# 채혜영
채혜영은 대한민국의 드라마 작가이다. 

## 극본

### 드라마
- 2008년 KBS2 드라마시티 《세상 끝의 눈물》 ... 집필
- 2019년 ~ 2020년 KBS1 저녁 일일연속극 《꽃길만 걸어요》 ... 공동집필
- 2023년 KBS1 저녁 일일연속극 《금이야, 옥이야》 ... 공동집필